# Chùa Vàm Ray
Chùa Vàm Ray là một ngôi chùa nằm ở huyện Trà Cú, tỉnh Trà Vinh và là ngôi chùa Khmer lớn nhất Việt Nam.

## Địa lý
Chùa Vàm Ray nằm ở ấp Vàm Ray, xã Hàm Tân (trước kia là xã Hàm Giang), huyện Trà Cú, với thời gian tồn tại hơn 600 năm. Để giữ di tích cổ còn sót lại, ông Trầm Bê đã tài trợ phục chế và cải tạo, trong thời gian 3 năm với tổng kinh phí hơn 1 triệu USD.

## Lịch sử
Chùa Vàm Ray (chùa Compongpdhipruhs Bonraichas) khởi công phục dựng và cải tạo từ ngày 3 tháng 5 năm 2004 đến ngày 3 tháng 3 năm 2008 thì hoàn thành, và được chính thức khánh thành ngày 22 tháng 5 năm 2010.
Chùa mang phong cách kiến trúc Angkor, một kiến trúc đặc trưng của người Campuchia. Ngôi chánh điện chùa Vàm Ray có 4 cổng, cổng chính quay mặt về hướng đông theo như các chùa Khmer nam Bộ. Nhìn từ bên ngoài, chùa có hình dáng của một cung điện vàng với những hoa văn, họa tiết được khắc chạm tỉ mỉ. Chùa có pho tượng Phật Thích Ca Nhập Niết Bàn dài 54m.